# Người Sao Hỏa

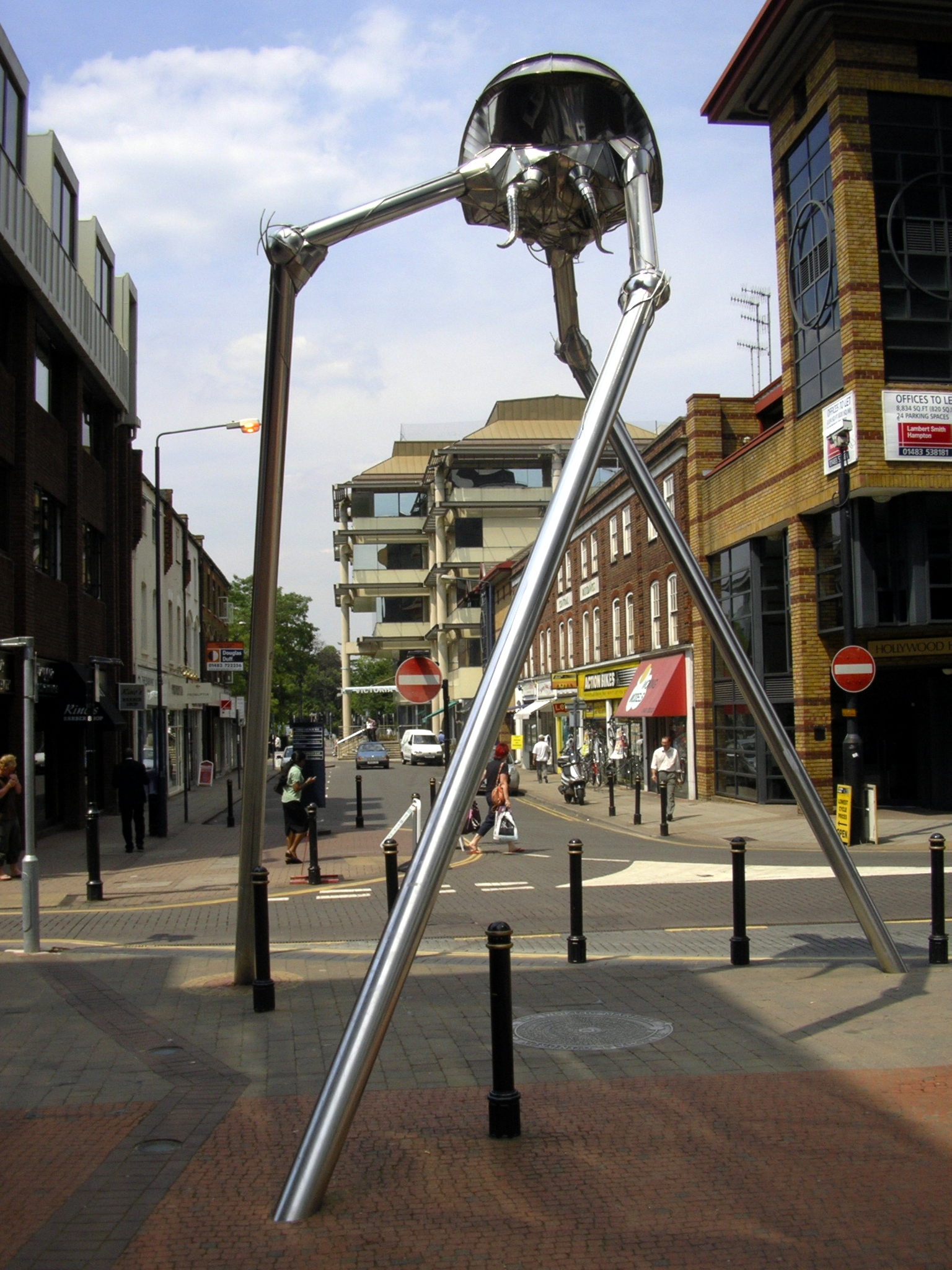
Tượng một người Hoả tinh tại thành phố Woking.

Người Sao Hỏa là dân cư bản địa của Sao Hỏa trong giả thuyết hoặc trong văn học giả tưởng. Trong lịch sử, người ta đã đưa ra nhiều giả thuyết về người Hoả Tinh, tuy nhiên hiện chưa có bằng chứng chắc chắn về sự sống trên hành tinh này. Một số nhà khoa học đã đưa ra lý thuyết rằng có bằng chứng của các cơ thể vi sinh hoá thạch trong thiên thạch ALH84001.

## Lịch sử về khái niệm sự sống trên Sao Hỏa

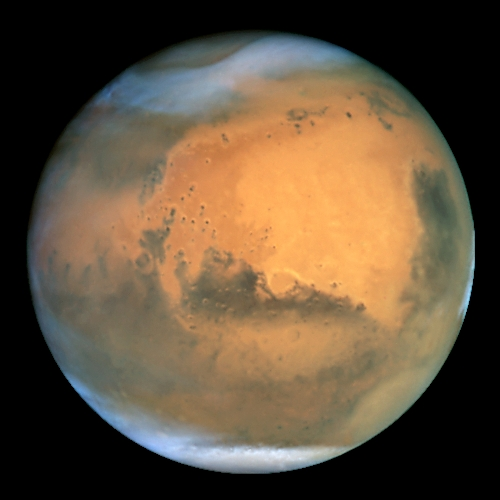
Sao Hỏa

Những ý niệm về người Sao Hỏa có trí khôn là do Percival Lowell phổ biến và trong văn học giả tưởng, đặc biệt trong loạt tác phẩm John Carter (Barsoom) của Edgar Rice Burroughs, The War of the Worlds (Đại Chiến Thế giới) của HG Wells, The Martian Chronicles (Biên niên sử về Hoả Tinh) của Ray Bradbury. Mặc dù có các quan sát của Alfred Wallace rằng bầu khí quyển của Hoả Tinh quá mỏng để có thể hỗ trợ một hệ sinh thái như trên Trái Đất, trong suốt thế kỉ 20, nhiều miêu tả về một nền văn minh Sao Hoả vẫn được phổ biến rộng rãi. Những hình ảnh đầu tiên về Sao Hoả do các tàu thám hiểm không gian gửi về đã làm giảm các hi vọng về việc liên lạc với người Hoả Tinh, mặc dù trong thế kỉ 21 vẫn có người giữ các khẳng định về các nền văn minh Sao Hỏa đã lụi tàn.

## Sự sống trên Sao Hỏa
Sao Hỏa là hành tinh giống Trái Đất nhất trong Hệ Mặt Trời. Dù là quá khứ hay hiện tại thì khả năng tồn tại sự sống trên hành tinh đỏ vẫn vô cùng lớn. Nước ở dạng lỏng, thứ mà người ta thường cho rằng là điều kiện tất yếu cho sự sống tồn tại, từng chảy trên hành tinh này. Những bức ảnh quan sát Sao Hỏa được công bố gần đây nhất cho thấy, trên bề mặt lạnh lẽo của hành tinh đỏ, từng có dấu tích của những dòng nước. Điều đáng nói, hiện tượng này đã được xác định là chỉ xảy ra trong khoảng 10 năm trở lại đây.

## Người ngoài hành tinh

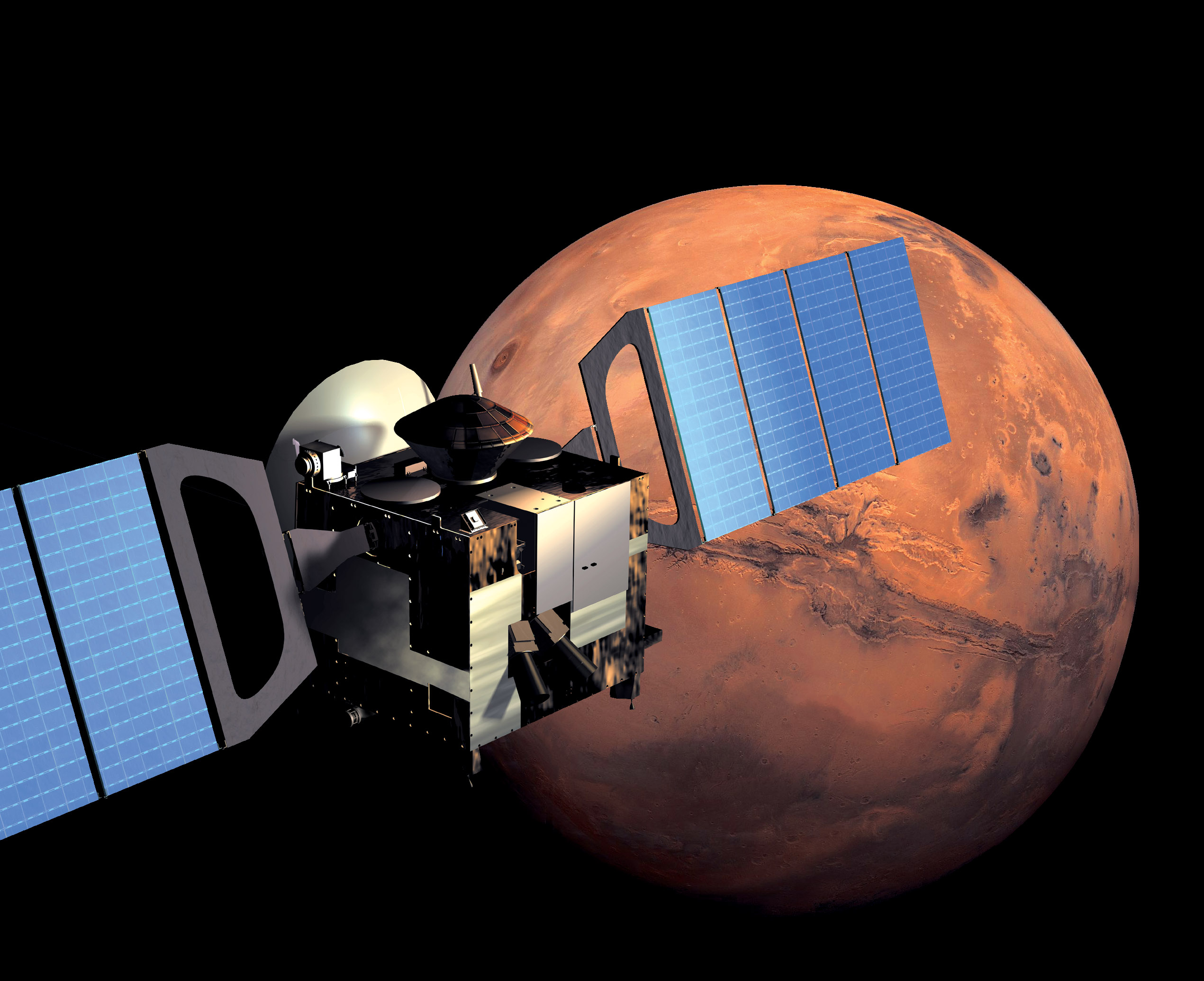
Tàu thăm dò Beagle 2 tham gia sứ mệnh Mars Express đến viếng thăm hành tinh đỏ năm 2003 để tìm dấu hiệu cho thấy sự sống đã từng tồn tại ở đây.

Theo các nhà khoa học, sự sống cần đến nước ở dạng lỏng để thực hiện các quá trình hoá học cần cho cơ thể. Sự sống còn cần một nguồn năng lượng. Chúng ta dựa vào ánh sáng Mặt trời để lấy năng lượng, nhưng nó không phải là nguồn năng lượng duy nhất. Có những sinh vật sống gần các khe hở của núi lửa dưới đáy đại dương tăm tối vẫn tung tăng giữa môi trường sulphur mà không cần gì ánh sáng. Sự sống trên Trái Đất xuất hiện ở những nơi rất lạ đời!

### Người Sao Hỏa
Vào thế kỉ 19, người dân cực kì bị kích động về khả năng có sự sống trên Sao Hoả. Họ nghĩ rằng nó là một hành tinh khô hạn và người Sao Hỏa đã đào những con kênh dẫn nước từ các cực về.
Ngày nay chúng ta biết đó chỉ là sự tưởng tượng. Nhưng những con tàu mà chúng ta gửi lên Hoả Tinh đã chứng minh rằng trên đó đã từng có một thời kỳ rất ấm và ẩm ướt. Và mới đây các tàu đã gửi về những hình ảnh cho thấy tại đôi chỗ có thể vẫn còn có nước ở dạng lỏng đang lọt lên bề mặt Hoả Tinh.

### Hi vọng vào những vi khuẩn
Một số nhà thiên văn học cho rằng những vết nhỏ xíu trong các thiên thạch Sao Hỏa là hoá thạch của các vi khuẩn, chứng tỏ rằng trước kia ở nơi đây sự sống đã từng nảy sinh.